# Pedro Marín
Pedro Martínez Marín (Barcelona, 22 de noviembre de 1961), conocido artísticamente como Pedro Marín, es un economista, pintor y cantante español de synthpop muy activo en la década de 1980, conocido por los éxitos «Aire» y «Que no».

## Biografía

### Década de los años 80
Pedro Marín es uno de los cantantes pop españoles más emblemáticos. Desde sus inicios en los años 80 como superestrella del pop hasta su misterioso retiro durante años y su posterior regreso como figura de culto del art rock y la música electrónica durante el siglo XXI. La revista estadounidense Billboard lo define como "el primer músico español de vanguardia de la historia", Marín debutó en la escena de la música popular española con -17 años-  Se convirtió en "ídolo adolescente" a principios de los años 80 con éxitos como "Qué no" y "Aire".
Sus canciones fueron las primeras en ser consideradas como Synthpop en castellano y que se bailaron en las discotecas españolas. Se le puede considerar como el primer cantante hispano que utiliza sintetizadores y cajas de ritmos (pionero de la electrónica) en su música, siendo precursor de los movimientos que surgirían posteriormente.    
Obtuvo éxitos número uno en España, México, Portugal, Argentina, Colombia, Perú, Ecuador, Guatemala, Chile top 5 en Francia, Bélgica y top 20 en Alemania, Países Bajos, y Japón,  vendiendo más de 3 millones de discos con su primer álbum homónimo "Pedro Marín". Lanzado en 1980 bajo el sello Hispavox, dicho álbum se considera en la actualidad un clásico del Europop. Luego, repentinamente, se retiró del negocio de la música. 
Según escribe Juan Carlos Herranz: "Pedro Marín abrió todos los caminos del éxito en infinidad de paises; desde Francia hasta Mexico pasando por Estados Unidos. El fue la llave maestra que rompió con el desorden y la falta de claridad de la época de la movida".

### Inicios y primera etapa
En 1978 en una fiesta en casa del cantante Miguel Bosé conoce al cazatalentos y mánager José Luis Gil.  Este lo va a ver actuar con la banda que Marín (a los 15 años) tiene por aquel entonces llamada "La minifalda atómica" con un estilo punk-glam en un festival en la sala Zeleste (Barcelona). La orientación de las canciones no encaja con lo que se busca por entonces porque las radios no programaban ese estilo de música, pero Pedro es fichado como solista para la discográfica  Hispavox que en esos momentos dirige Gil.
En 1980  edita su primer álbum "Pedro Marín". Alcanza gran popularidad con los temas "Que no" (número 1  diciembre de 1979) "Aire" (Número 1 de 40 principales Anexo:Los números uno de Los 40 Principales (España) 1980 las semanas del 12 y 19 de abril de 1980), "Cantaré", "Dos enamorados", (Editado únicamente en España, producido por Rafael Trabucchelli, número 1 las semanas del 21 y el 28 de agosto de 1982. Los números uno de Los 40 Principales (España) 1982 ),  "Cómprame" (Num. 2 en México. Editado únicamente en ese país.) Los dos primeros álbumes son producidos por Danilo Vaona en los años con la discográfica Hispavox. "Tu serás sólo mía"  (Número1 en España, (1983) , producido por Jorge Alvarez y Juan Tarodo),  
Primer viaje promocional a Hispanoamerica, en Mexico el tema "Que no" se posiciona en en número 1 durante 5 semanas vendiendo mas de 1.000.000 de copias y recibiendo la certificación de disco de platino en abril de 1980.  
En España recibe el disco de oro por las ventas de los sencillos "Que no" "Aire" y el álbum "Pedro Marín".  
Ese mismo año recibe el premio al artista revelación del Gran Musical, -el programa musical de la cadena SER-  . Trofeo que se entrega anualmente  a artistas que, a pesar de ser relativamente nuevos, logran captar la atención del público y la crítica, generando un impacto notorio en la industria. Es portada de la revista impresa de "El gran Musical" (Número 187) y nuevamente en 1981, (número 211) suplemento de la misma revista.  
A este disco le sigue Rebelde en 1981, y una gira de conciertos por España, México y otros países hispanos, eponsorizado por Coca Cola, compañía para la cual realiza un spot publicitario en 1982 (Mexico).
Es cabeza de cartel en el primer  "Festival de la juventud" que se celebra en Coyoacan, Mexico DF ante mas de 30.000 espectadores.  La cantante mexicana Yuri es otra de las artistas que participan en esa edición y con quien los medios de la época le atribuyen un romance.
En verano de 1981 en España realiza una gira por las principales ciudades del país junto a Radio Futura y Leif Garrett . Barcelona (Plaza de toros Monumental), Madrid (Plaza de toros de las Ventas), Valencia (Plaza de toros), Bilbao (Parque de atracciones), Murcia (Polideportivo) y Zaragoza.
Tras la gira decide no grabar mas música para la compañía Hispavox porque "no le quieren apoyar en su evolución", no obstante, dos años después firma un nuevo contrato con la misma cuando el productor  Jorge Álvarez (quien estaba produciendo a Mecano por aquel entonces) le convence para que vuelva a grabar y se edita  "Tú serás sólo mía" en 1983 y en 1985 un curioso EP con temas del tándem Carlos Berlanga / Nacho Canut: "Especies en extinción" al igual que el anterior producido por Jorge Álvarez y Juan Tarodo ( Batería del icónico grupo Olé Olé).
Es retratado por los pintores Costus como los dos ángeles guardianes de su serie "El valle de los caidos" partiendo de fotografías realizadas por Pablo Pérez Mínguez. "Costus” se convirtieron en icono de lo que fue la Movida madrileña, el movimiento contracultural que vino a mover los cimientos de  una Madrid que aún mostraba el letargo en que la había sumergido la larga dictadura franquista"
En 1986 mientras está grabando un nuevo álbum con Jorge Alvarez como productor, abandona las sesiones y la música definitivamente. Algunos de los temas grabados en dichas sesiones y nunca editados son: "Cactus, periquitos, carpas rojas y macramé" y "Disco 70" ambos de (Carlos Berlanga / Nacho Canut)  y otros temas compuestos por Pedro Marín; "Las 7 esposas de Fu Manchú" y "Guerra de bellas" entre otros. 
"Tras la locura de su etapa como ídolo de fans y adolescentes en los 80, Pedro Marín se retiró de los escenarios y supo reciclarse como empresario y artista". Posteriormente dirá que no siente nostalgia, por mucho que los 80 le reportaran una grandísima popularidad. "Solo me siento atado al pasado cuando los periodistas me preguntan por el". Vive en Bali (Indonesia) durante los años 1986 / 87. 
A continuación se matrícula en la Universidad de Barcelona (Facultad de Economía y Empresas). Trabaja en banca hasta el 2006, poniendo en marcha y dirigiendo la empresa Telegiros de Cabo Verde, país en donde reside en 1999. Posteriormente reside en Dakar, (Senegal) en donde dirige la filial Telegiros West Africa que opera en ese país, junto con Gambia, Mauritania, y Guinea Bissau, para luego trasladarse a Barcelona en 2001 en calidad de Director Comercial Internacional (Telegiros S.A.), es consejero delegado y accionista de las mismas. En 2016 el grupo de empresas es vendido.

### Regreso a la música.
En febrero de 2004 concede a Jordi González dentro de su programa Vitamina N ( City TV)) su primera entrevista en casi 20 años. El 12 de noviembre de ese año hizo pública su bisexualidad en una entrevista en televisión. "¿por qué  iba a ocultar algo tan natural y que no debería importarle a nadie?". 
En 2006 vuelve a la actualidad musical con el álbum Diamonds. "Más allá del "fenómeno fan" que lo acompañó durante la década del ochenta, el cantante, a partir del 2006 ha experimentado de manera exitosa una ruptura del estereotipo de ídolo adolescente" .
En 2007 crea la discográfica independiente Mainman para poder tener control artistico completo y produce Pulpo Negro, (junto a Jaume Garcia del grupo Fang) ,es su primer álbum con canciones originales en muchos años. En el álbum, combina el electropop de vanguardia y actitud rock con una poesía oscura y romántica. Pulpo Negro consigue vender más de 50 000 copias tan solo en España. La portada e imagen gráfica fueron creadas por Manuel Outumuro quien ha fotografiado entre otros a Javier Bardem, Nicole Kidman, Penélope Cruz, Isabel Coixet, Pedro Almodovar, Ricky Martin, Eduardo Noriega, etc. En ese mismo año es portada de Zero (un desnudo frontal), portada de Shangay y otras publicaciones  en las que muestra su solidaridad con la comunidad  LGTB.
Le sigue I Will Glam (Editado en conjunto por Mainman y Blanco y Negro) en el que Marín se vuelca más en el sonido puro del glam rock con raíces británicas y una formación "clásica" de guitarra, bajo y batería en la que le acompañan algunos de los músicos más influyentes de la escena rock española como Eric Jiménez (batería de Los Planetas, Lagartija Nick, etc.). El videoclip del primér sencillo;  "El día después" se estrenó en el teletexto de la 4 ( En España el 18 de junio de 2009 ) Es el primer videoclip de la historia creado en teletexto.  El actor y director alemán Stefan Weinert dirige los siguientes dos videoclips "El influjo de la luna" en Berlin y "Glam Song" en Barcelona (este fue elegido el pasado verano (2009) para formar parte del "BBC Norfolk Music Video Festival": el único festival dedicado al videoarte en Inglaterra.)  El álbum está compuesto íntegramente por Marín (con varias letras escritas por Sergio Blancafort) y co producido por Marín y Jordi Busquets.  También en 2009 realiza su I will glam tour.
En junio de 2012 edita "Te veo bailar" un nuevo tema anticipo de su próximo álbum "Hombre mecánico" producido por Stefano Maccarrone del grupo Barcelonés Mendetz y que saldrá en otoño 2013.y tras la publicación del cual muchos medios lo considerarán un artista imprescindible del panorama musical actual.  Durante el año 2012 y buena parte de 2013 dirige personalmente en distintas partes del mundo los videoclips de los 12 temas que componen el álbum en los que fusiona su trabajo como músico y como artista visual que es algo que empezó a desarrollar en los años 90. La canción "Sal" extraída como nuevo sencillo del álbum es elegida "La canción indie 10 para el verano 2013" por la publicación musical Música Crónica.
Participa en la exposición "Obscenity" del cineasta canadiense Bruce LaBruce. Marín formó parte de un grupo de artistas (Alaska, Rossy de Palma, María Forqué...)  quienes participaron como modelos para la serie fotográfica del cineasta canadiense, "cuya temática movió la conciencia de una parte de la sociedad conservadora de aquel país" (España). "El cantante español revira frente a la polémica desatada en España después de que fue inaugurada la muestra fotográfica “Obscenity”  , del director de culto Bruce LaBruce, donde se exponen imágenes de artistas famosos en éxtasis sexual y religioso, un binomio reiterado a lo largo de la historia de las religiones y el arte".
El 26 de junio publica el videoclip "Que no"  una nueva versión de su clásico de 1979. Un tema “sobre el hecho de ser y sentirnos libres. Ser valientes. Tener y exigir tener derechos. Apoyarnos los unos a los otros… y tantas otras cosas que harían [sic] de este mundo un mundo mejor”. La dirección de la pieza, a cargo del propio Marín".
En agosto de 2014 se edita en México "Hombre mecánico" con un tracklist algo distinto al español. Pedro visita el país por primera vez en muchos años para promocionar el nuevo álbum. Se anuncia una gira para finales de este año.
En diciembre de 2014 participa en el festival que tiene lugar en el estadio Azteca de México DF ante 110 000 personas y que se retransmite por la cadena Televisa el día de fin de año.
Pedro Marín anuncia desde México en la cadena CNN Internacional el próximo estreno del primer documental que ha dirigido, Las viudas invisibles  Rodado en India, el documental se interna a captar el contexto real sobre la vida de las viudas en la India, un colectivo que incluye a unos 40 millones de mujeres que son marginadas y expulsadas de sus hogares y borradas de la sociedad a la muerte de sus cónyuges siguiendo la tradición y la superstición milenaria que ha transmitido que son el símbolo de la mala suerte y las causantes de la muerte de estos".
Seleccionado oficialmente (hasta la fecha) en el 12 Months Festival y oficialmente también en el Tlanchana Film Festival (México) ,  Fanboy Film Festival (EE. UU.), Ekurhuleni International Film Festival (Sudáfrica), FIC-ESMI (Argentina). FICNOVA, Festival Internacional de cine de la no violencia activa, Indie Wise Virtual Festival, (Florida, U.S.A.).
En junio de 2017 publica por sorpresa un nuevo y último álbum de canciones originales en inglés titulado "Secret Songs". Todas las canciones compuestas por Pedro Marín / Stefano Maccarrone. "La sensación que deja con cada uno de sus trabajos es que aún no ha tocado techo, que siempre le queda algo por decir. Solo tiene que tomar impulso para volver una y otra vez".

### En la cultura popular.
El tema elegido para el nuevo anuncio de Aquarius (Bebida de The Coca Cola company) ha sido “Aire” del cantante español Pedro Marín de la mano de su nuevo spot publicitario titulado “Vivos vivientes”. Una canción que han utilizado muchas marcas para sus anuncios en los últimos años. "Fue una canción para adolescentes y se ha convertido en un himno a la libertad y a la alegría».   
La campaña de la cadena de TV Cuatro (España) usó su canción "Aire" para una cortinilla de auto promoción de la cadena.  
La canción “Aire” de Pedro Marín ha sido el tema elegido para el lanzamiento de la marca Midea. 
La inclusión de "Aire" e imágenes de sus actuaciones de los años 80 en la temporada 13 de la serie "Cuéntame cómo pasó" protagonizada por Imanol Arias y Ana Duato (que empezó a emitirse el 15 de septiembre de 2011) contribuyó al reconocimiento de la música de Pedro Marín por nuevas audiencias. La canción también está incluida en la banda sonora de la serie. 
Mas recientemente su música es incluida en la serie Mexicana "Acapulco" creada y producida por Eugenio Derbez, (Episodio 4 de la primera temporada). 
El grupo electropop  liderado por Guille Milkyway, La casa azul interpreta "Aire" en muchas de sus actuaciones en directo.
Marín protagoniza el videoclip para la campaña publicitaria "Sartenazo a la gloria"  de Fundix dirigido por Carles Congost
En la primera gala de la segunda temporada de "Tu cara me suena", (popular programa de Antena 3, España), Arturo Valls imitó a Pedro Marín cantando "Aire". En la octava gala de la novena temporada el actor y humorista David fernandez imitó a Marín cantando "Que no".

### Actualidad
Posteriormente se centra en su carrera como pintor contemporáneo.
A lo largo de su trayectoria pictórica Martínez Marín ha realizado exposiciones nacionales e internacionales. Su obra forma parte de importantes colecciones e instituciones.

## Discografía

### Álbumes
- 1980: Pedro Marín.
- 1981: Rebelde.
- 1982: Grandes éxitos y secretos (editado en Hispanoamérica).
- 1992: Todas sus grabaciones 1979-1986 (Rama Lama, Blanco y Negro).
- 2005: Diamonds (Discos Susurrando).
- 2007: Pulpo negro (Mainman).
- 2009: I Will Glam (Blanco y Negro, Mainman).
- 2013: Hombre mecánico. (Mainman)
- 2014: Hombre mecánico. (Edición México) (Mainman/Violet Friends Music).
- 2015: Todas sus grabaciones en Hispavox. 1979-1986. (Warner Music Spain)
- 2015: Slow. (Sus mejores canciones lentas '80-2014) (Mainman).
- 2017: Los 80´s (Sus mejores canciones) (Mainman)
- 2017. Secret Songs (Mainman)
- 2018 Antología. Beauty & the Best (Mainman)

### Sencillos
- 1979: «Que no».
- 1980: «Aire».
- 1981: «Cantaré».
- 1981: «Laura».
- 1982: «Dos enamorados».
- 1982: «Cómprame» (en Hispanoamérica).
- 1985: «Tú serás solo mía» (sencillo y maxisingle).
- 1986: «Especies en extinción» (sencillo y maxisingle).

## Filmografía
- «Ritmo a todo color. (1980. Dirección: Máximo Berrondo.)
- «The Invisible Widows (Las viudas invisibles). (Documental. 2016. Dirección. Guion.)

## Videografia
- «Follow Me» (del álbum Diamonds). Dirigido por Xavier Pérez.
- «Pulpo negro» (del álbum Pulpo negro). Directed by Joan Guasch.
- «Aire» Directed by Joan Guasch.
- «El día después» (del álbum I Will Glam).
- «El influjo de la luna» (del álbum I Will Glam). Directed by Stefan Weinert.
- «Glam Song» (del álbum I Will Glam). Directed by Stefan Weinert.
- I Will Glam Tour Live.
- «Voy a ser yo» (del álbum I Will Glam).
- «Te veo bailar» (del álbum Hombre mecánico). Directed by Pedro Marin.
- «Sal».(del álbum Hombre mecánico). Directed by Pedro Marin.
- «Yo Sé» (del álbum Hombre mecánico).Directed by Pedro Marin.
- «Cómprame» (del álbum Hombre mecánico). Directed by Pedro Marin.
- «The Saint» (del álbum Hombre mecánico). Directed by Pedro Marin.
- «Tanto tiempo sin ti» (del álbum Hombre mecánico). Directed by Pedro Marin.
- «Sal 2.0» (del álbum Hombre mecánico). Directed by Pedro Marin.
- «Que No» (del álbum Hombre mecánico). Directed by Pedro Marin.
- «Cumbres de éxtasis» (del álbum Hombre mecánico). Directed by Pedro Marin.
- «Plastic Monsters» (del álbum Hombre mecánico). Directed by Pedro Marin.
- «El Pasajero» (del álbum Hombre mecánico edición México).
- «Yo Sé 2.0» (del álbum Hombre mecánico). Directed by Pedro Marin.
- "Bad Pizza Face" (del álbum Secret Songs) Directed by Ana Coello & Pedro Marín.
- "Baby, don´t let me down" (del álbum Secret songs). Directed by Pedro Marín.